# Cymindis kuznetzowi
Cymindis kuznetzowi is een keversoort uit de familie van de loopkevers (Carabidae). De wetenschappelijke naam van de soort is voor het eerst geldig gepubliceerd in 2001 door Sundukov.